# Reinsberg (Austria)
Reinsberg es una localidad del distrito de Scheibbs, en el estado de Baja Austria, Austria, con una población estimada a principio del año 2018 de 1027 habitantes. 
Se encuentra ubicada al suroeste del estado, al sur del río Danubio, suroeste de Viena y al norte de la frontera con el estado de Estiria.